# Margudgued
Margudgued (Malgurguet en aragonés) es una localidad española perteneciente al municipio de Boltaña / Boltanya en el Sobrarbe, provincia de Huesca / Uesca, Aragón.
- Datos: Q5857733
- Multimedia: Margurgued / Q5857733